# Conflata furcigera
Conflata furcigera är en insektsart som först beskrevs av Gustaf Emanuel Haglund 1899.  Conflata furcigera ingår i släktet Conflata och familjen Flatidae. Inga underarter finns listade i Catalogue of Life.